# Cracking Up
Cracking Up (bra: Cracking Up - As Loucuras de Jerry Lewis, ou apenas As Loucuras de Jerry Lewis; prt: Jerry, Tu És Louco), originalmente chamado de Smorgasbord, é um filme estadunidense de 1983, do gênero comédia, escrito, dirigido e protagonizado por Jerry Lewis.

## Sinopse
Warren Nefron (Jerry Lewis) é um azarado que não consegue fazer nada direito. Ele conta a seu psiquiátra, Dr. Pletchick (Herb Edelman), sobre seus problemas. Uma série de flashbacks das etapas da vida de Warren aparece.
Warren é tão fracassado que até suas tentativas de suicídio não dão certo. O psiquiatra usa hipnose para poder curar Warren. Warren fica curado, mas seus problemas são passados para o psiquiatra.

## Elenco
- Jerry Lewis - Warren Nefron
- Herb Edelman - Dr. Pletchick
- Zane Buzby - Garçonete